# Капена
Капе́на (итал. Capena) — коммуна в Италии, располагается в области Лацио, подчиняется административному центру Рим.
Население составляет 6706 человек (на 2004 г.), плотность населения составляет 193 чел./км². Занимает площадь 29 км². Почтовый индекс — 060. Телефонный код — 06.
Покровителем коммуны почитается святой апостол и евангелист Лука, празднование 18 октября.